# Autorytet zaworu regulacyjnego
Autorytet zaworu regulacyjnego – parametr związany z pracą zaworu regulacyjnego w sieci przewodów układu hydraulicznego. W ujęciu jakościowym wielkość ta mówi o tym, jak duży jest udział zaworu, jako z definicji podstawowego elementu regulacyjnego, w procesie regulacji i jak duży jest wpływ zmian jego nastawienia na zmiany przepływu czynnika. Im większy jest stopień tego oddziaływania w porównaniu z zaworem pracującym bez uwzględniania negatywnego wpływu sieci przewodów, tym większy autorytet zaworu.

## Geneza
Określenie autorytet pochodzi z łaciny i języka francuskiego (kolejno auctoritas i l’autorité) i przyjęło się w literaturze i praktyce inżynierskiej do określania jednego z podstawowych parametrów związanego z pracą zaworu regulacyjnego. Pierwotnie, w polskiej nomenklaturze, wielkość ta występowała pod nazwami rola nadrzędna zaworu i kryterium dławienia. Usystematyzowanie i zmiana nazewnictwa następowała przede wszystkim w procesie implementacji przedmiotowych Norm Europejskich. Obecnie, w ślad za zapisami Polskiej Normy PN-EN 215 – Termostatyczne zawory grzejnikowe. Wymagania i metody badań w powszechnym użyciu jest pojęcie autorytet zaworu.

## Autorytet zaworu a jego charakterystyka regulacyjna
Każdy zawór regulacyjny posiada pewną charakterystykę regulacyjną, która po zamontowaniu go w sieci przewodów ulega odkształceniu pod wpływem jej oporów hydraulicznych. W odniesieniu do charakterystyki regulacyjnej autorytet zaworu określa odkształcenie jej początkowej postaci. Im większa jest wartość autorytetu, tym mniejsze jest odkształcenie tej charakterystyki i tym mniejsza jest zmiana początkowych właściwości regulacyjnych zaworu oraz większy jego wpływ na proces regulacji. Nazwa autorytet bierze się wprost od tej właściwości – wpływu, oddziaływania na układ hydrauliczny w procesie regulacji.
Odkształcenie charakterystyki regulacyjnej zaworu, a tym samym jego autorytet, może być rozpatrywane na kilka sposobów, w zależności od tego, co jest powodem tego odkształcenia. Z uwagi na to wyróżnić można autorytet wewnętrzny, zewnętrzny oraz całkowity.

### Autorytet wewnętrzny zaworu
Zaprojektowany na uzyskanie danej charakterystyki regulacyjnej grzybek i kanał przepływowy zaworu, stanowiące tzw. część zamykającą, odpowiedzialną za bieżącą regulację, zamontowane są w korpusie, w którym mogą ponadto znajdować się inne elementy dławiące, np. odpowiadające za nastawienie i dławienie wstępne zaworu. Korpus i elementy te stawiają dodatkowy opór hydrauliczny, ustalając nową, większą wartość oporu całkowitego i zmniejszając wpływ regulowanego oporu części zamykającej zaworu na zmiany strumienia czynnika. Wpływ ten, z uwagi na fakt występowania wewnątrz zaworu, określany jest mianem autorytet wewnętrzny aw. Jakościowo mówi więc o stopniu zniekształcenia charakterystyki elementu zamykającego jeszcze wewnątrz zaworu. Ilościowo jest to stosunek ciśnienia traconego na elemencie zaworu odpowiadającym za regulację bieżącą (elemencie zamykającym) do sumarycznego ciśnienia traconego na zaworze, według wzoru:
{\displaystyle a_{w}={\frac {\Delta p_{reg}}{\Delta p_{z}}}.}
Stratę ciśnienia, przy w pełni turbulentnym przepływie czynnika można zastąpić oporem hydraulicznym, zapisując, że:
{\displaystyle a_{w}={\frac {r_{reg}}{r_{z}}}}
gdzie:
{\displaystyle a_{w}} – autorytet wewnętrzny
{\displaystyle \Delta p_{reg}} – strata ciśnienia na elemencie zaworu odpowiedzialnym za bieżącą regulację (elemencie zamykającym)
{\displaystyle \Delta p_{z}} – strata ciśnienia na zaworze
{\displaystyle r_{reg}} – opór hydrauliczny elementu zaworu odpowiedzialnego za bieżącą regulację (elementu zamykającego)
{\displaystyle r_{z}} – opór hydrauliczny zaworu

### Autorytet zewnętrzny zaworu
Zaprojektowany na uzyskanie danej charakterystyki regulacyjnej zawór zawsze zamontowany jest w sieci przewodów, którą charakteryzuje pewien opór hydrauliczny. Zmniejsza on wpływ zmian nastawienia zaworu na zmiany strumienia czynnika w obiegu. Wpływ ten, z uwagi na fakt występowania na zewnątrz zaworu, określany jest mianem autorytet zewnętrzny az. Jakościowo mówi więc o stopniu zniekształcenia charakterystyki regulacyjnej całego zaworu. Ilościowo jest to stosunek ciśnienia traconego na zaworze do sumarycznego ciśnienia w całym obiegu, lub jego części pracującej pod określonym ciśnieniem dyspozycyjnym, według wzoru:
{\displaystyle a_{z}={\frac {\Delta p_{z}}{\Delta p_{ob}}}={\frac {\Delta p_{z}}{\Delta p_{z}+\Delta p_{str}}}}
Stratę ciśnienia, przy w pełni turbulentnym przepływie czynnika, można zastąpić oporem hydraulicznym, zapisując, że:
{\displaystyle a_{z}={\frac {r_{z}}{r_{ob}}}={\frac {r_{z}}{r_{z}+r_{str}}}}
gdzie:
{\displaystyle a_{z}} – autorytet zewnętrzny,
{\displaystyle \Delta p_{str}} – strata ciśnienia w sieci przewodów, z wyłączeniem zaworu,
{\displaystyle r_{str}} – opór hydrauliczny sieci przewodów, z wyłączeniem zaworu.

### Autorytet całkowity zaworu
Ponieważ elementem, który z definicji ma odpowiadać za bieżącą regulację przepływu w obiegu jest część zamykająca zaworu, istotne jest to, jaką charakterystykę regulacyjną uzyska się po zainstalowaniu jej w docelowym korpusie i sieci przewodów. Ostatecznie więc odkształcenie charakterystyki powodowane jest oboma czynnikami, które definiuje się łącznie pod pojęciem autorytet całkowity ac. Opór więc hydrauliczny, lub strata ciśnienia czynnika w części zamykającej zaworu powinny być odniesione do sumy nieregulowanych bieżąco oporów hydraulicznych, bądź strat ciśnienia czynnika w rozpatrywanym obiegu, będąc iloczynem autorytetu wewnętrznego aw i zewnętrznego az zaworu, według wzoru:
{\displaystyle a_{c}=a_{w}\cdot a_{z}={\frac {\Delta p_{reg}}{\Delta p_{z}}}\cdot {\frac {\Delta p_{z}}{\Delta p_{ob}}}={\frac {\Delta p_{reg}}{\Delta p_{ob}}}}
Zastępując stratę ciśnienia oporem hydraulicznym uzyskuje się zapis:
{\displaystyle a_{c}=a_{w}\cdot a_{z}={\frac {r_{reg}}{r_{z}}}\cdot {\frac {r_{z}}{r_{ob}}}={\frac {r_{reg}}{r_{ob}}}}
gdzie:
{\displaystyle a_{c}} – autorytet całkowity
Każdorazowo opór hydrauliczny elementu regulacyjnego zaworu lub strata ciśnienia czynnika na nim, musi być odniesiona do sytuacji pełnego dostępnego zakresu ruchu (skoku) tego elementu, przy danym nastawieniu wstępnym zaworu. W przypadku zaworów bez możliwości zadawania wstępnego nastawienia jest to wprost cały zakres ruchu (skok) elementu regulacyjnego. W przypadku zaworów, w których dławienie wstępne realizowane jest przez ograniczenie dostępnego zakresu ruchu elementu regulacyjnego, skok ten będzie zależał od dobranej nastawy wstępnej i będzie nią ograniczony. Ograniczenie dostępnego zakresu ruchu elementu regulacyjnego, poprzez zwiększenie jego oporu hydraulicznego, zwiększa autorytet wewnętrzny zaworu, a tym samym jego autorytet całkowity. W przypadku zaworów, w których dławienie wstępne realizowane jest przez dodatkowy element (nazywany wówczas elementem dławiącym) zainstalowany poza elementem zamykającym, zakres ruchu elementu zamykającego jest stały. Dodanie jednak tego elementu, zwiększając nieregulowany bieżąco opór hydrauliczny wewnątrz zaworu, zmniejsza jego autorytet wewnętrzny, zmniejszając autorytet całkowity. Autorytet zaworu jest więc w obecnie produkowanych zaworach funkcją nastawienia wstępnego. Bardzo niskie wartości autorytetu całkowitego zaworu w dużym stopniu odkształcają jego charakterystykę regulacyjną, sprawiając, że w praktyce całkowicie traci zdolności regulacyjne i pracuje jako zawór dwupołożeniowy – zmiana przepływu czynnika w regulowanym obiegu jest zauważalna jedynie przy nastawieniach bliskich pełnemu zamknięciu, natomiast już tylko nawet niewielkie otwarcie sprawia, że płynie maksymalna ilość czynnika. Jest to zjawisko powszechnie znane i występujące w praktyce.
Znając tylko podział strat ciśnienia lub oporów hydraulicznych pomiędzy elementami w obiegu (tj. na całym zaworze Δpz i pozostałych elementach sieci przewodów Δpstr) nie jest możliwe określenie wartości autorytetu całkowitego zaworu i tym samym jego właściwości regulacyjnych przy zamontowaniu go w sieci przewodów. Faktyczna wartość autorytetu zaworu jest zawsze mniejsza, niż wyznaczona w taki sposób. W praktyce, w zależności od typu i konstrukcji zaworu, może być nawet o kilka rzędów wielkości mniejsza. W taki jednak sposób, tj. bez uwzględniania podziału oporów hydraulicznych, bądź strat ciśnienia wewnątrz zaworu, obecnie najczęściej oblicza się wartość tego parametru.

## Autorytet zaworu a znaczenie praktyczne
W praktyce najczęściej nie jest możliwe uzyskanie satysfakcjonująco wysokiej wartości autorytetu całkowitego zaworu pracującego w sieci przewodów, jeśli wyznaczy się faktyczną wartość tego parametru. Posługiwanie się więc określonym zakresem jego dopuszczalnej zmienności przy wymiarowaniu obiegów hydraulicznych, jako podstawowym parametrem wejściowym, odnośnie do którego formułowany jest dany warunek konieczny (często podaje się na przykład, że dolna granica tego parametru, w przypadku obiegów instalacji grzewczych, wynosi 0,3), jest praktycznie nieuzasadnione.
Parametr nazywany autorytetem zaworu odnosi się formalnie do zaworów regulujących wartość strumienia czynnika, tj. do zaworów regulacyjnych. Można go więc przypisać dowolnemu zaworowi, gdyż każdy zawór posiada możliwość regulacji wartości strumienia czynnika. Zmieniając bowiem jego nastawienie zmianie ulega strumień czynnika. Jednak niektóre typy zaworów, np. kulowe zawory odcinające, z zasady nie są dedykowane do procesu regulacji czynnika, a do pracy dwupołożeniowej, albo całkowicie odcinając przepływ przy zamknięciu, albo wprowadzając możliwie jak najmniejsze straty ciśnienia przy pełnym otwarciu. Z uwagi na brak konieczności bieżącej regulacji strumienia nie są one projektowane na uzyskanie konkretnej charakterystyki regulacyjnej (odpowiedniej do obiektu regulowanego w danej sieci przewodów), ani też nie posiadają możliwości dokładnego nastawienia, czy też odczytu tego nastawienia. Dlatego dla tego typu zaworów nie definiuje się pojęcia autorytet, a zarezerwowane jest ono wyłącznie do zaworów dedykowanych do regulacji bieżącej, zwłaszcza regulacji ilościowej, tj. poprzez zmianę strumienia czynnika (np. regulacji mocy cieplnej grzejników w instalacjach grzewczych). Parametr ten można jednak zdefiniować dla każdego zaworu regulacyjnego, pracującego w dowolnego typu sieciach hydraulicznych (wodociągowych, ciepłej wody użytkowej, grzewczych, parowych, gazowych itd.)

## Badacze tematyki
Tematyką związaną z jakością regulacji obiegów hydraulicznych przy użyciu zaworów regulacyjnych zajmowali się w Polsce m.in. Wojciech Kołodziejczyk, Jan Stefan Mielnicki oraz Jerzy Kwapisz. Opracowania Kołodziejczyka skupiały się na urządzeniach i armaturze regulacyjnej, zwłaszcza na zaworach grzejnikowych. Jego prace stanowiły znaczący wkład w wiedzę dotycząca kwestii regulacyjności zaworów, ich charakterystyk hydraulicznych oraz efektywnej współpracy z grzejnikami. W swoich opracowaniach omawiał teoretyczne podstawy współpracy grzejnikowych zaworów regulacyjnych z odbiornikami ciepła, proponując również analityczne metody wymiarowania i doboru zaworów regulacyjnych. Badania na tym polu prowadzili również inni naukowcy. Do głównych postaci ostatnich lat należy zaliczyć Hansa Roosa, Victora Pyrkova oraz Damiana Piotra Muniaka. Zarówno w opracowaniach Mielnickiego, Kołodziejczyka, jak i Roosa nie jest definiowane pojęcie autorytet wewnętrzny. W przypadku jednak polskich badaczy jakościowy opis tego parametru ma miejsce, jako że zarówno Mielnicki, jak i Kołodziejczyk wyraźnie wskazują przyczyny deformacji charakterystyk regulacyjnych zaworów grzejnikowych w zależności od ich konstrukcji, słusznie wiążąc to z wpływem parametru określonego w późniejszym latach jako autorytet wewnętrzny. Dodatkowo Mielnicki, tłumacząc zjawisko, posiłkował się przykładem rodzimych konstrukcji zaworów, których projektanci mając świadomość tych zjawisk, odpowiednio kształtowali konstrukcje elementów regulacyjnych zaworów (pomysł Kwapisza i Pilatowicza). W przypadku obu badaczy, podobnie, jak w przypadku Roosa, brak jednak opisu ilościowego w postaci stosowanych zależności obliczeniowych, jak również kompleksowego przełożenia tego na proces wymiarowania zaworów. Wielkość ta nie jest uwzględnienia (Roos), bądź jest nieuwzględniana w pełni w rozważaniach i zależnościach projektowych (Kołodziejczyk), które z tego tytułu są niekompletne. Ma to przełożenie na znaczne odstępstwa rzeczywistych procesów zachodzących w instalacjach grzewczych w stosunku do opisywanych przy użyciu algorytmów proponowanych przez wymienionych badaczy. Pyrkov był jednymi z pierwszych, który w swoich pracach skupił się na omówieniu autorytetu wewnętrznego zaworu, tak od strony fenomenologicznej, jak i ilościowej, proponując modele matematyczne. Udoskonalone, rozszerzone i potwierdzone eksperymentalnie modele matematyczne obliczania autorytetu wewnętrznego, zewnętrznego i całkowitego zaworów regulacyjnych, a także analityczną metodę ich wymiarowania, zaproponował Damian Piotr Muniak.